# 伊尼雅索羅
21°32′S 35°12′E / 21.533°S 35.200°E

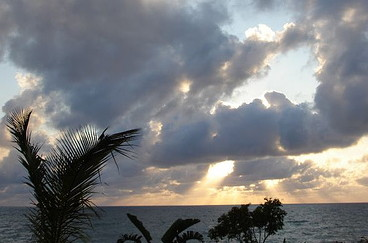
伊尼雅索羅的日落

伊尼雅索羅（葡萄牙語：Inhassoro），是莫桑比克的城鎮，位於該國東南部，由伊尼揚巴內省負責管轄，是伊尼雅索羅區的首府，處於印度洋沿岸，該鎮人口約43,000。